# Алвареш, Матеуш

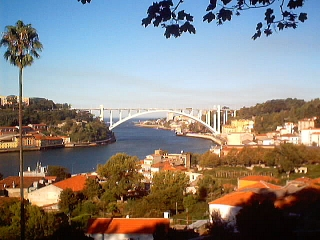
Порту. Мост Аррабида. На заднем плане — Атлантический океан.

Мате́уш А́лвареш (порт. Mateus Álvares) — самозванец, выдававший себя за короля Португалии Себастьяна I. Известен также под прозвищами Лже-Себастьян II, так как был вторым по счету в череде Лже-Себастьянов, и «король Эрисейры» по месту, где помещался его «двор». Был осуждён как мятежник и казнён.

## Ранняя жизнь
По сохранившимся документам, будущий кандидат в короли родился в Прайе, в семье каменотеса (по другим сведениям — рабочего-строителя). Ещё совсем юным он поступил послушником в монастырь Сан-Мигель недалеко от Лиссабона. Считается, что будущий претендент сменил несколько монастырей, возможно, он жил некоторое время в монастыре Санта-Круз, но окончательно принял монашеский сан в Эрисейре, что недалеко от устья Тежу. Но, поскольку монастырское уединение не привлекало юного Альвареша, он стал с разрешения монастырского начальства отшельником, живущим подаянием.
Обычно эта категория людей пользовалась в деревнях огромным уважением. К тому же воспитанность, правильная речь и хорошие манеры привлекли внимание к молодому монаху. В стране, жившей в напряженном ожидании «скрывшегося государя Себастьяна», готового в самый критический момент прийти на выручку своим подданным, достаточно было немногого, чтобы поверить в чудо. Появились слухи, что молодой монах Альвареш — не кто иной, как государь Себастьян, осудивший себя на отшельничество после проигранного сражения. Крестьяне якобы слышали, как отшельник, предаваясь ночным бдениям, восклицал: «О, Португалия! Что за тьма тебя покрыла! О я, несчастный Себастьян! Я единственная причина твоих бед! О, сколько раскаяния, смирения и слез понадобится, чтобы я мог искупить свою вину!».
В отличие от первого претендента, рыжебородый и белокожий Альвареш действительно чем-то напоминал погибшего короля. Этого небольшого сходства и собственных надежд было достаточно, чтобы его взял под своё покровительство самый богатый человек этих мест, некто Антониу Симойнш, и самозванец Лже-Себастьян II вышел в свет.

## Взлёт
В отличие от других лже-Себастьянов, предпочитавших плыть по течению и доверять свою судьбу богатым покровителям, Алвареш разработал настоящий план захвата португальского трона. Но начинал он осторожно.
Первых горячих последователей он притворно пытался разубедить (чем ещё больше подогревал их пыл). Слухи распространялись, под обаяние молодого монаха попадали одна за другой деревни и городки, люди готовы были преодолеть десятки миль, чтобы только взглянуть на него. Весть о новом самозванце дошла и до столицы, до ушей Диогу Фонсека, арестовавшего и осудившего первого претендента. Но пока правительство решало, что делать с очередным самозванцем, и надеялось, что слух заглохнет сам собой, в его судьбе произошёл решительный поворот.
Алвареш встретил человека, которому было суждено сыграть в его судьбе одну из решающих ролей. Это был Педру Афонсу, огромный, широкоплечий, пятидесятилетний крестьянин с громовым голосом, недюжинной силой смелостью, отличавшийся полной неразборчивостью в средствах для достижения цели. Убеждённый противник испанцев, он дрался с ними как солдат батальона приора ду Крату, после поражения стал искать нового вождя и нашёл его в лице Матеуша Альвареша.
Согласно сохранившимся документам допроса свидетелей, несмотря на уверения скептически настроенных друзей, что Алвареш — явный самозванец, и поддерживать его притязания значит рисковать головой, Педру Афонсу отвечал:
Король он или не король, но ко дню св. Иоанна будет царствовать.
К тому моменту и сам самозванец настолько поверил в свою звезду, что в селении Эрисейра впервые открыто объявил себя королём Себастьяном, и сколотив шайку из 800 человек, передал командование Афонсу, прибавившему к своему имени титул «ду Менесеш».
В первый момент авантюра оказалась на грани провала, так как Фонсека отправил коррехидора с приказом арестовать претендента и доставить его в столицу. Выполнить приказ не удалось: шайка немедленно рассеялась. В руки коррехидора попали несколько женщин, детей и монахов — но едва представитель власти отбыл восвояси, сторонники самозванца снова собрались, и даже в ещё большем количестве.

## Организация «королевского» двора и дальнейшая деятельность
«Королевский» двор претендента организовался тут же, в Эрисейре, за что кличка «король Эрисейры» плотно пристала к претенденту и осталась за ним в истории.
В первую очередь, желая покрепче привязать к себе преданного почитателя, Алвареш сбросил сутану и официально женился на дочери Педру Афонсу. Свадьба прошла со всей возможной пышностью, новобрачную объявили португальской королевой и короновали, за неимением лучшего, диадемой, снятой со статуи Святой Девы.
Новоявленный король начал щедро раздавать своим приверженцам дворянские титулы. Так, Афонсу стал маркизом де Торреш-Ведраш, графом ди Монсанту, сеньором Эрисейры и губернатором Лиссабона. «Королевский двор» рассылал указы и воззвания, причем к ним прикладывали даже Большую Королевскую Печать, вырезанную местным умельцем. Послания призывали народ вооружиться и выступить против испанских захватчиков во имя «законного» короля.
Эти послания и указы начали возбуждать серьёзное брожение, одно из них даже попало в Коимбру прямо в руки исповедника короля, кардинала дона Энрики и иезуита отца Энрикеша. Правительство в Лиссабоне встревожилось; было решено принять срочные меры для поимки самозванца.
«Король Себастьян» в это время жил очень уединённо, допуская к себе лишь несколько верных поклонников. Своим немногочисленным приближенным он рассказывал иногда о битве при Алькасер-эль-Кабир, но очень немного, отрывочно, стараясь, чтобы детали выглядели правдоподобно, и в то же время проверить их не представлялось возможным.
Считается, что в это время самозванец начал тайную переписку с адмиралом доном Диогу де Соуза, возможно, для того, чтобы заручиться его поддержкой, или предъявить письма сомневающимся как доказательство, что верный адмирал тайно доставил своего короля из Африки назад в Португалию. Дон Диогу потребовал от посланца предъявить ему доказательства подлинности претендента, что тот, конечно, сделать не смог, после чего де Соуза прекратил переписку.
Правда, историк де Кастро считает, что де Соуза послал приглашение претенденту, но в последний момент решил не рисковать и отказался принять «короля» под тем предлогом, что тот прибыл не один.
Кроме того, самозванец написал архиепископу столицы дону Алберту. В письме содержалось требование, чтобы прелат (испанец по происхождению) оставил страну. Юный сын Симоенса передал послание адресату в день Вознесения, прямо по выходе из церкви, и был немедленно арестован, но благодаря заступничеству архиепископа его освободили.

## Восстание
Тем временем шайка под командованием Афонсу продолжала расти и превратилась в военный отряд в 1 000 человек. Несколько представителей отряда отправились в городок Торреш-Ведраш закупить оружие и амуницию, причём арестовали всю городскую администрацию и поместили её под замок, угрожая смертной казнью. Так началась вооружённая конфронтация.
В ближайшем селении Мафра население восстало против испанцев и перешло под знамёна претендента. Королевский судья доктор Перейра был заперт в своём доме без возможности передать весть о происходящем в столицу. План мятежников был прост — поднять на восстание один за другим города, от Мафры через Синтру начать марш в направлении столицы и к 23 июня, дню Св. Иоанна, захватить Лиссабон.
Испанское правительство со своей стороны начинало понимать, что выжидательная политика становится опасной. Маркиз Санта-Крус, будущий адмирал Непобедимой армады, получил приказ отдать несколько полков под командование дону Фонсеке с тем, чтобы подавить восстание, пока оно не приняло серьёзного размаха.
В это же время пришла весть, что восставшие ворвались в дом мирового судьи Мафры и доктор Перейра вместе со всеми членами магистрата казнён, сброшен в море с обрыва. В своём письме Педру Афонсу прямо заявил, что подобная участь постигнет всех, кто откажется признать власть короля дона Себастьяна.
Не мешкая, Фонсека со своим отрядом выступил на Эрисейру, но уже через пять миль дорогу ему преградил отряд мятежников, состоявший примерно из 200 человек. Фонсека попытался решить дело миром, обещая всем, кроме главарей, прощение при условии принесения присяги испанскому королю Филиппу. Ответом ему стал залп из аркебуз. После короткого боя отряд повстанцев был рассеян, в руках у королевских солдат оказались около 80 пленных.
Подвергнув пытке попавших ему в руки главарей, Фонсека узнал, что главные силы восставших располагаются в местечке Торреш-Ведраш. Объединившись с полками капитанов ди Сан-Эстевана и Калдерона, посланных правительством дополнительно, чтобы скорее покончить с инсургентами, Фонсека выступил в указанном направлении. Вскоре конная разведка донесла, что отряд мятежников движется ему навстречу с явным намерением дать бой. Инсургенты хвастливо заявляли, что захватят Фонсеку в заложники или казнят.
Определить точное количество людей в армии лже-короля не представлялось возможным, и потому дон Фонсека выбрал хитрую и в конечном счёте оправдавшую себя стратегию. Он спрятал своих аркебузиров в густой пшенице и выступил навстречу врагам в сопровождении всего нескольких кавалеристов. Хитрость удалась: увидев коррехидора, отряд повстанцев бросился его преследовать и попал в западню. Афонсу и его ближайшему помощнику удалось спастись, остальные были расстреляны в упор или попали в плен.
Небольшому отряду удалось прорваться в ограду местной церкви Санта-Мария-де-Порто, где он ещё какое-то время отбивался от королевских солдат, но погиб практически до последнего человека — при том, что даже враги отдали должное храбрости и патриотизму своих противников.

## Конец претендента
Алвареш проявил меньшее мужество, чем многие его сторонники. Отчаявшись в возможности победы, он ещё до начала битвы основных сил попытался бежать в горы. Его неожиданное бегство внесло смятение в ряды повстанцев, а сам лже-король после короткой погони был настигнут, узнан и препровождён в столицу вместе с несколькими своими приверженцами.
12 июня «король Эрисейры», как его теперь называли, въехал в столицу через ворота Сан-Антониу под свист и улюлюкание зевак. Однако власти не без основания опасались, что самозванца могут вызволить силой, и Фонсека распорядился о беспрецедентных мерах предосторожности — стража тюрьмы была удвоена.
Также было назначено крупное вознаграждение за голову Педру Афонсу, которому удалось бежать в горы и таким образом скрыться от суда.
Под пыткой лже-король признался во всём и назвал своё настоящее имя. Он уверял, что выдал себя за дона Себастьяна, чтобы спасти родину от испанского нашествия.
"Я собирался войти в столицу в ночь Св. Иоанна, когда начинается общее гуляние. Я верил, что меня признают и за мной последуют энергичные и смелые люди, готовые убить любого, кто воспротивится власти дона Себастьяна. Я был полностью уверен, что мой дерзкий план удастся. Захватив столицу, я обратился бы к своим подданным с балкона дворца, я сказал бы им: «Взгляните, вот я перед вами — король дон Себастьян, защитник своих подданных и патриот своей страны, пришедший освободить вас от испанского ига. Отныне вы свободны избрать королём того, кого сочтете достойным».
Испанские власти хорошо понимали, насколько опасен этот претендент, харизматичный и красноречивый. Потому в отличие от первого лже-Себастьяна, его судили при закрытых дверях и приговорили к четвертованию.
14 июня 1585 года палач отрубил ему вначале правую руку, «которой нечестивец подписывал свои указы», затем накинул на шею петлю. Уже бездыханное тело разрубили на куски, которые затем были разосланы во все провинции королевства, голову же выставили на всеобщее обозрение на одной из площадей столицы.
Вскоре после этого Педру Афонсу, опознанный в тот момент, когда он закупал провизию в одной из деревень, также был схвачен, доставлен в Лиссабон, под пыткой признал всё, что от него хотели услышать, и был казнён вслед за своим королём.
О судьбе жены Алвареша сведений не сохранилось. Предполагается, что она окончила свои дни в тюрьме или монастыре, будучи осуждена как участница мятежа.